# Steffen Blochwitz
Steffen Blochwitz, född den 8 september 1967 i Herzberg, Brandenburg, är en östtysk tävlingscyklist som tog OS-silver i lagförföljelsen vid olympiska sommarspelen 1988 i Seoul.